# Informes de Naciones Unidas sobre la tortura en España
Los informes de Naciones Unidas sobre la tortura en España son tres informes publicados por los comisionados especiales de la Organización de las Naciones Unidas contra la tortura, Theo van Boven y Martin Scheinin.

## Las visitas y los informes
Theo van Boven, relator de la ONU para la tortura, solicitó acudir a España ante el abundante número de denuncias de tortura en el país (110 en 2002). El gobierno español, aunque alegó que sospechaba que una parte significativa de dichas denuncias procedía del entorno de Herri Batasuna, no puso ningún impedimento para la visita. Van Boven realizó una visita a España del 5 al 10 de octubre de 2003, durante la cual realizó varios viajes al País Vasco y a Madrid, reuniéndose con las autoridades españolas, representantes de los partidos políticos con representación en el Parlamento Vasco y diferentes organizaciones. El 6 de febrero de 2004 publicó su informe en el que expresaba que aunque la tortura o los malos tratos no eran sistemáticos en España, su práctica podría ser «más que esporádica e incidental» y que «no se puede considerar una invención las denuncias de malos tratos realizadas por personas acusadas de terrorismo en España». Señaló que en la práctica, el sistema legal permitía la ocurrencia de tortura o malos tratos, en particular en el caso de personas detenidas en régimen de incomunicación por actividades terroristas. Debido a esto último, dio varios consejos para hacer que las autoridades consiguieran mayor credibilidad, como eliminar los periodos de incomunicación de los detenidos o grabar en vídeo los interrogatorios. El Gobierno Español rechazó las recomendaciones del informe y lo calificó de «falso», considerando que sus conclusiones «carecen de rigor y fundamento».
El 1 de septiembre de 2004, Van Boven hizo público otro informe sobre tortura y malos tratos; este informe, a diferencia del anterior, no versaba sólo sobre España. En este segundo informe, como relator especial, agradeció al Gobierno de España la total cooperación brindada durante su misión, y concluyó que la tortura y los malos tratos no son prácticas sistemáticas en España. Aun así, estimaba que se podrían dar casos aislados de tortura, debido a que las medidas de seguridad no eran del todo eficientes. Crítica que también señaló a otros países occidentales como Países Bajos o Alemania.
En mayo de 2008 se produjo una nueva visita, esta vez de Martin Scheinin, quien se reunió con representantes del Gobierno español y del Gobierno Vasco, como funcionarios de los ministerios de Justicia, Interior y Defensa, asociaciones de víctimas del terrorismo y con abogados, presos de ETA y personas que habían denunciado torturas y malos tratos en comisarías. En sus valoraciones provisionales, el relator solicitó de nuevo a las autoridades españolas la derogación del régimen de incomunicación de los detenidos, ya que conlleva una situación «que puede facilitar que se cometan actos de tortura y malos tratos». Señala además que «no sólo entraña un riesgo de que se produzca un trato prohibido, sino que expone a España a acusaciones de torturas y, por consiguiente, resta legitimidad a su actuación antiterrorista». Pidió también la generalización del uso del "Protocolo Garzón", que prevé que un detenido incomunicado sea sometido a videovigilancia constante y sea examinado por un médico de su elección. De esa forma, se prevendrían los malos tratos y quedaría libre de sospecha «cualquier agente de las fuerzas del orden a quien pudiera haberse acusado injustificadamente de conducta impropia». El relator también se mostró preocupado por el hecho de que los sospechosos de terrorismo mantenidos en incomunicación «formulen
continuamente denuncias de tortura u otras formas de malos tratos». Las autoridades españolas justificaron ese hecho afirmando que las denuncias de tortura son «una estrategia diseñada por ETA para restar solidez a las pruebas obtenidas durante la investigación de delitos de terrorismo».
Theo Van Boven, ya ex relator, emitió un comunicado el 25 de mayo de 2009 en relación con el juicio a once presuntos colaboradores de ETA por la Audiencia Nacional, entre las que se encuentra Unai Romano, que denunció haber sido torturado durante su incomunicación en dependencias de la Guardia Civil y cuya fotografía con el rostro hinchado y amoratado tomada en el hospital fue profusamente difundida por los medios de comunicación. Las denuncias de Romano agotaron las vías judiciales españolas sin conseguir ninguna condena, ante lo cual Unai Romano presentó una denuncia en el Tribunal Europeo de Derechos Humanos de Estrasburgo en octubre de 2008. Van Boven citó el caso de Romano al reiterar sus conclusiones en el informe de 2004 sobre la tortura en España: «las prácticas de tortura o tratos crueles, inhumanos o degradantes continúan ocurriendo en España de manera más que esporádica o incidental». También recordó que España, como Estado firmante de la Convención Contra la Tortura de la ONU, debe asegurar que toda persona que alegue haber sufrido torturas debe poder denunciarlas y su caso ser examinado con rapidez e imparcialidad y que cualquier declaración que haya sido obtenida bajo tortura no pueda ser usada como evidencia en ningún procedimiento judicial.

## Credibilidad sobre las torturas en España
Entidades como Human Rights Watch no confirman la tortura, aunque creen que se podría mejorar las garantías para evitarla. Amnistía Internacional, por su parte, afirma en su último informe, «Sal en la herida», que si bien las denuncias de torturas no son algo habitual, tampoco constituyen un caso aislado, y enumera una serie de defectos de las administraciones que permiten que los casos de supuesta tortura sigan siendo denunciados.
Gesto por la Paz de Euskal Herria, y partidos políticos como IU, PNV o EA mantienen sus reservas sobre la mayoría de las denuncias, aunque dan credibilidad a algunos casos, aun sin sentencia firme, cuando el detenido sale del periodo de incomunicación con lesiones que ha sido fuente de gran controversia para la opinión pública (como en el caso de Unai Romano) o cuando la víctima tiene un amplio prestigio social (como en el caso de Martxelo Otamendi, director de Egunkaria). Como argumento contra la credibilidad de esas denuncias hay quien señala que los manuales de instrucción etarras intervenidos por la policía durante determinadas detenciones aconsejan a sus miembros denunciar las torturas recibidas si son detenidos, para que "aparezca en la denuncia lo que nos han hecho". Según organizaciones y medios pertenecientes a la izquierda abertzale, más de 7000 vascos podrían haber sido torturados en 30 años hasta el 2007.
En enero de 2008 se halló en poder de los etarras Igor Portu y Martin Sarasola (el primero ingresado en la UCI al día siguiente de su detención) un manual titulado Atxiloketari Aurre Eginez, 2º zkia (Haciendo frente a la detención, segundo volumen), en los que se comunica a los miembros de la banda terrorista: "Sé listo, no vas a ser devuelto otra vez a comisaría (...) Lo peor ya ha pasado. Por tanto, decirle al forense que escriba que te han torturado tanto física como psicológicamente". Tras el interrogatorio a manos de la policía y llegados a la Audiencia Nacional, "la pesadilla ha terminado", no van a ser devueltos a "manos del enemigo", y deben decir: "Todo lo declarado en dependencias policiales es mentira. Son declaraciones hechas bajo tortura". El ministro de interior Alfredo Pérez Rubalcaba subraya que se investigan todas las denuncias, ya que "los primeros interesados en que esas investigaciones se lleven a cabo" son el Gobierno y la Guardia Civil. Sin embargo, desde la izquierda abertzale, se subraya que de las escasas veces que ha habido investigación y posterior juicio demostrativo de las torturas, los juzgados han sido finalmente absueltos o condenados a penas ridículas y con el tiempo condecorados o ascendidos, poniendo como ejemplo la muerte bajo torturas de Joxe Arregi. Amnistía Internacional pidió al entonces presidente José Luis Rodríguez Zapatero que pusiera en práctica un "Mecanismo Nacional de Prevención de la Tortura", para adecuarse al compromiso adquirido por España al ratificar el Protocolo Facultativo para la prevención de la Tortura. En el mismo comunicado, pidió la eliminación de la incomunicación y el "establecimiento por ley de investigaciones rigurosas y eficaces de las denuncias de torturas y malos tratos a manos de agentes estatales, evitando que queden impunes".
La labor de Amnistía Internacional también ha sido criticada; por ejemplo, en 1985 el entonces Secretario General de PSE Ricardo García Damborenea hizo estallar la polémica afirmando que "No he visto a Amnistía Internacional preocuparse por los derechos de una sola víctima del terrorismo (...) sin embargo, son capaces de alborotar a redoble de tambor si a un terrorista que tiene catorce muertos a la espalda un guardia civil le da una bofetada"
En su sentencia del caso Egunkaria la Audiencia Nacional admitió que la incomunicación podía facilitar la tortura, afirmando que en la valoración de las declaraciones de los procesados tiene especial relevancia que las denuncias de estos sobre malos tratos y torturas sufridos durante la detención incomunicada, que fueron relatadas con detalle en la vista oral y antes ante el instructor y objeto de denuncia en los tribunales son compatibles con lo expuesto en los informes médico-forenses emitidos tras ser reconocidos en el centro de detención, si bien el Tribunal no puede llegar a conclusiones jurídico penalmente relevantes sobre el particular salvo constatar que no hubo un control judicial suficiente y eficiente de las condiciones de la
incomunicación.
Los detenidos por el Atentado de la T4, Igor Portu y Mattin Sarasola denunciaron haber sido torturados por la Guardia Civil, esta acusación fue tramitada y 15 guardias civiles fueron imputados. Finalmente, el 30 de diciembre de 2010 la Audiencia Provincial de Guipúzcoa condena a cuatro guardias civiles a 4 años y 6 meses de prisión por un delito de torturas graves a los etarras.